# تنها (فیلم ۲۰۰۹)
تنها 
(به تلوگویی: Ek Niranjan) یا یک‌تنه فیلمی محصول سال ۲۰۰۹ و به کارگردانی پوری جاگاناد است. در این فیلم بازیگرانی همچون پرابهاس، کانگانا رانوت، سنو سود، ماکاراند دشپانده، موکول دو ایفای نقش کرده‌اند.